# Mareometro di Genova

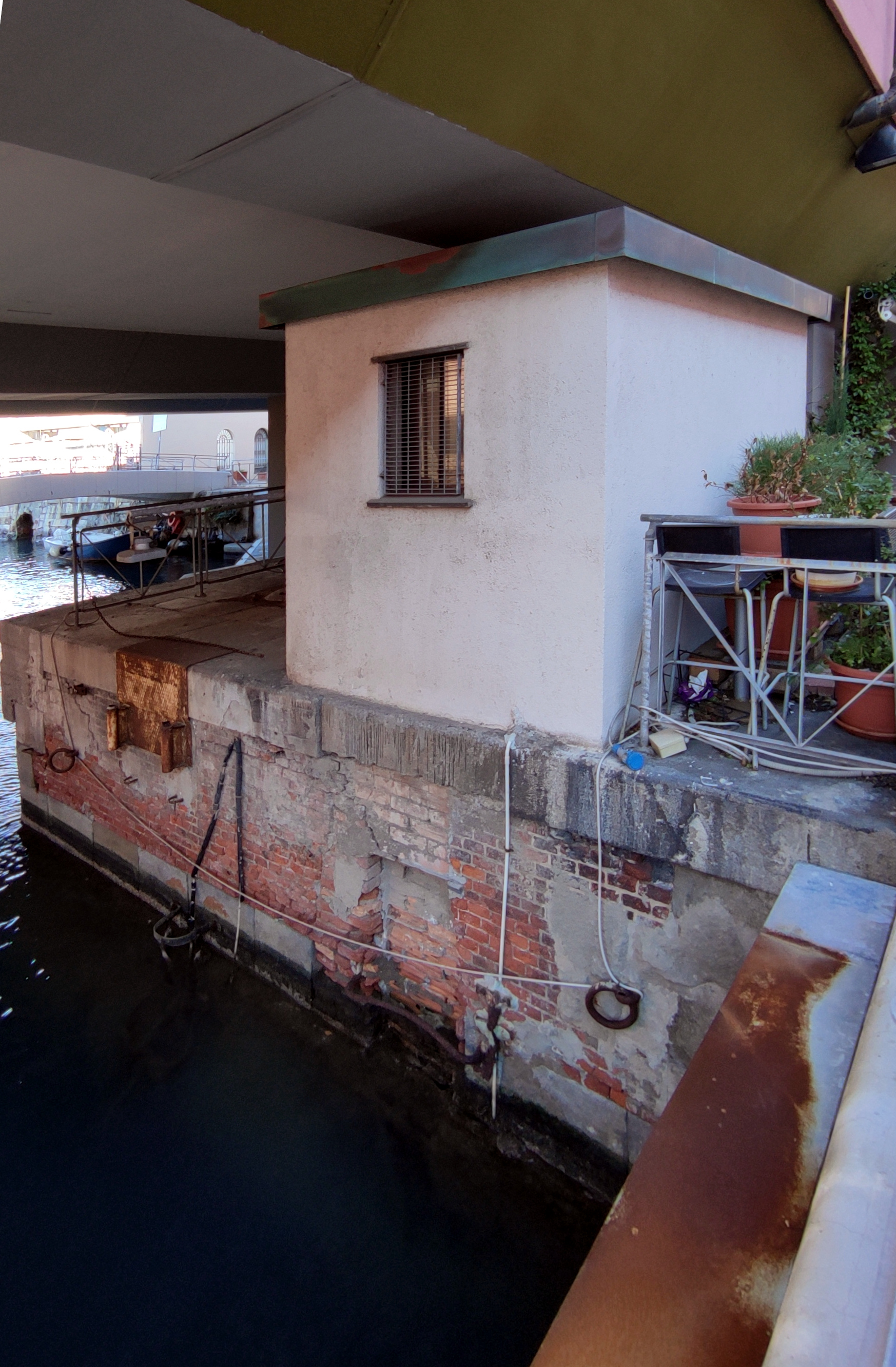
Lato mare

Il mareometro di Genova, altrimenti conosciuto come Mareometro fondamentale della rete altimetrica Italiana, è uno strumento di misurazione dei livelli di marea dal quale è stato derivato lo zero altimetrico per la penisola italiana. 
Si trova presso il molo Ponte Morosini, nella zona del Porto Antico, ed è gestito dall'Istituto idrografico della Marina.
La misurazione delle maree nel porto di Genova viene effettuata dal 1884, e dal 1910 viene effettuata nel punto dove attualmente è ospitata la stazione, per mezzo di un pozzetto scavato nella banchina collegato al mare tramite un sifone. Lo strumento utilizzato dall'inizio è un mareografo di tipo Thomson, al quale dal 2010 sono affiancati moderni sensori a pressione e radar.

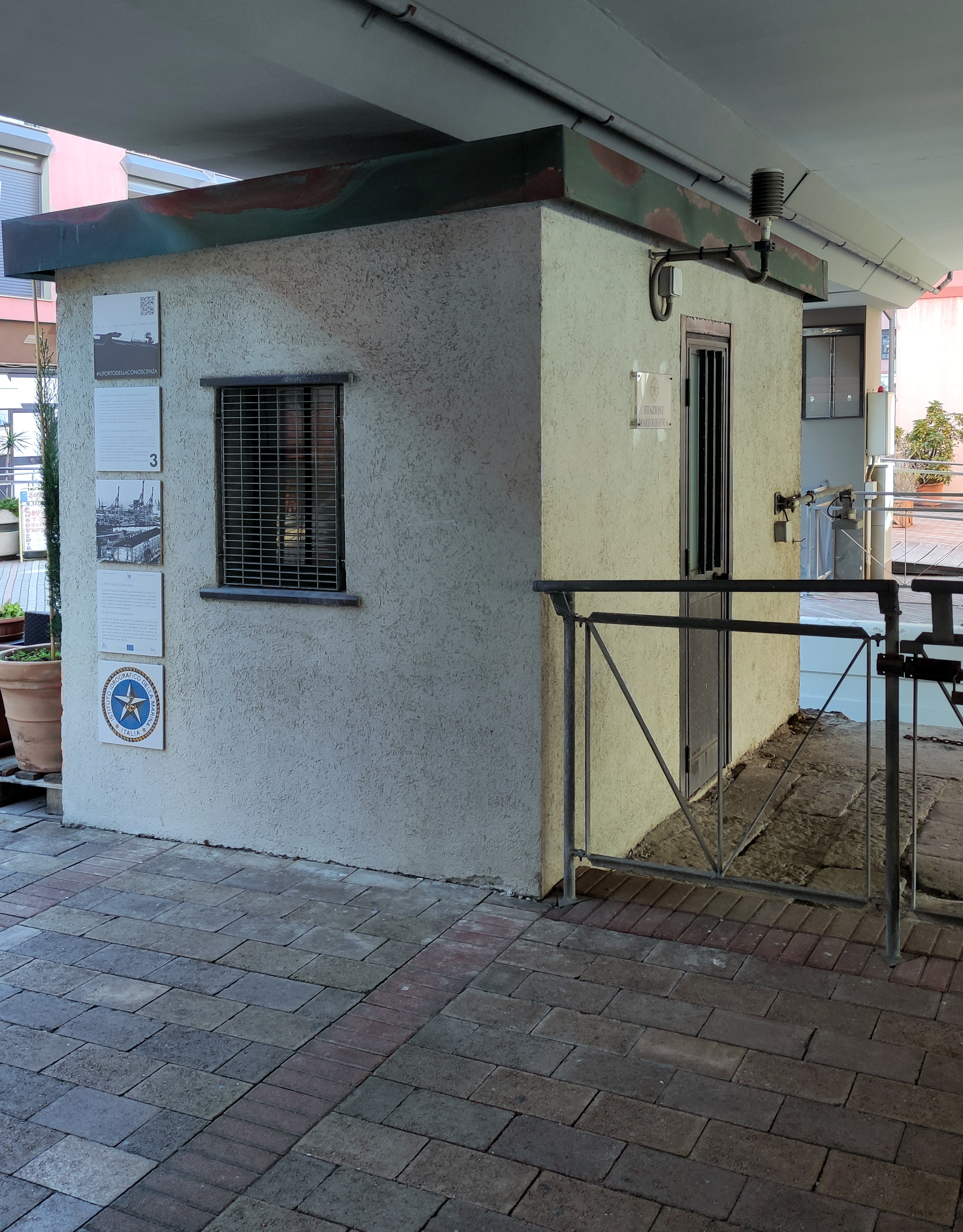
Lato banchina

Lo zero altimetrico ufficiale è noto come sistema di riferimento Genova 1942, dall'anno centrale del periodo di osservazione fra il 1937 e il 1946 ed è codificato come EPSG:5214.